# Xã Irwin, Quận Venango, Pennsylvania
Xã Irwin (tiếng Anh: Irwin Township) là một xã thuộc quận Venango, tiểu bang Pennsylvania, Hoa Kỳ. Năm 2010, dân số của xã này là 1.391 người.